# Lampona papua
Lampona papua is een spinnensoort uit de familie Lamponidae. De soort komt voor in Nieuw-Guinea.